# 47-я танковая бригада (2-го формирования)
 47-я танковая бригада  — танковая бригада Красной армии в годы Великой Отечественной войны.
Сокращённое наименование — 47 тбр.

## Формирование и организация
Начала формироваться в сентябре 1941 г. в Котельниках (Сталинградская область).
13 сентября 1941 г. бригадный комиссар Александр Трофимович Ерисов был назначен комиссаром 47-й танковой бригады. Фактически пришлось ему пришлось формировать и командовать бригадой до декабря 1941 года, так как командир бригады ещё не был назначен.
В сентябре 1941 г. 47-я бригада была расположена под Ростовом в районе совхоза «Гигант» и станции Трубецкая. Здесь бригада получала пополнение личным составом, автотранспортом и стрелковым вооружением. Танки Т-34 бригада получила со Сталинградского тракторного завода. Шло доукомплектование бригады. В конце декабря был назначен командир бригады полковник Матвей Лавриненко.
47-я отд. танковая бригада сформирована на основании Директивы Зам. НКО № 724218сс от 31.03.1942 г. в Котельниково (Сталинградский ВО).
С 1 апреля 1942 г. передислоцирована в район г. Воронеж, где вошла в состав 4-го танкового корпуса, находившегося в резерве Брянского фронта. С 24 июня 1942 г. поступила в оперативное подчинение 21-й армии Юго-Западного фронта. С 27 июля 1942 г. выведена из оперативного подчинения 21-й армии и подчинена командиру 4-го танкового корпуса. С 15 августа 1942 г. в составе 4-го танкового корпуса поступила в подчинение Сталинградского фронта.
5 декабря 1942 г. в составе 4-го танкового корпуса выведена в резерв Ставки ВГК в г. Тамбов, где на основании директивы УФ/2/883 от 25.10.1942 г. переформирована в 139-й отд. танковый полк.

## Боевой и численный состав
Бригада формировалась по штатам № 010/345-010/352 от 15.02.1942 г.:
- Управление бригады [штат № 010/345]
- 83-й отд. танковый батальон [штат № 010/346]
- 2-й отд. танковый батальон [штат № 010/346]
- Мотострелково-пулеметный батальон [штат № 010/347]
- Противотанковая батарея [штат № 010/348]
- Зенитная батарея [штат № 010/349]
- Рота управления [штат № 010/350]
- Рота технического обеспечения [штат № 010/351]
- Медико-санитарный взвод [штат № 010/352]

Директивой НКО № 1106212сс от 22.12.1942 г. переведена на штаты № 010/270-010/277 от 31.07.1942 г.:
- Управление бригады [штат № 010/270]
- 83-й отд. танковый батальон [штат № 010/271]
- 2-й отд. танковый батальон [штат № 010/272]
- Мотострелково-пулеметный батальон [штат № 010/273]
- Истребительно-противотанковая батарея [штат № 010/274]
- Рота управления [штат № 010/275]
- Рота технического обеспечения [штат № 010/276]
- Медико-санитарный взвод [штат № 010/277]

## Подчинение
Периоды вхождения в состав Действующей армии:
- с 24.10.1942 по 05.12.1942 года.

| Дата            | Фронт (округ)                  | Армия                 | Корпус              | Дивизия | Бригада | Примечания |
| --------------- | ------------------------------ | --------------------- | ------------------- | ------- | ------- | ---------- |
| 01.10.1941 года | Северокавказский военный округ |                       |                     |         |         |            |
| 01.11.1941 года | Северокавказский военный округ |                       |                     |         |         |            |
| 01.12.1941 года | Северокавказский военный округ |                       |                     |         |         |            |
| 01.01.1942 года | Сталинградский военный округ   |                       |                     |         |         |            |
| 01.02.1942 года | Сталинградский военный округ   |                       |                     |         |         |            |
| 01.03.1942 года | Сталинградский военный округ   |                       |                     |         |         |            |
| 01.04.1942 года | Сталинградский военный округ   |                       |                     |         |         |            |
| 01.05.1942 года | Брянский фронт                 |                       | 4-й танковый корпус |         |         |            |
| 01.06.1942 года | Брянский фронт                 |                       | 4-й танковый корпус |         |         |            |
| 01.07.1942 года | Брянский фронт                 |                       | 4-й танковый корпус |         |         |            |
| 01.08.1942 года | Воронежский фронт              | 6-я армия             | 4-й танковый корпус |         |         |            |
| 01.09.1942 года | Сталинградский фронт           | 1-я гвардейская армия | 4-й танковый корпус |         |         |            |
| 01.10.1942 года | Донской фронт                  | 1-я гвардейская армия | 4-й танковый корпус |         |         |            |

## Командиры

### Командиры бригады
- Ерисов, Александр Трофимович, бригадный комиссар, врио, 14.09.1941 — 00.12.1941 года.
- Лавриненко Матвей Илларионович, полковник (снят с должности и отдан под суд военного трибунала, оправдан) 00.12.1941 — 00.06.1942 года.
- Жидков Пётр Кириллович, подполковник, врио, 00.06.1942 — 01.07.1942 года.
- Рабинович Леонид Юделевич, полковник (ранен), 01.07.1942 — 04.09.1942 года.
- Адильбеков, Галий Адильбекович, подполковник (ранен, горел в танке), 19.09.1942 — 21.10.1942 года.

### Начальники штаба бригады
- Николайчук Александр Маркович, майор
- Айзенберг Исаак Ильич, подполковник, 24.01.1942 — 00.06.1942 года.

### Заместитель командира бригады по строевой части
- Жидков Пётр Кириллович, подполковник, 00.12.1941 — 00.08.1942 года.

### Начальник политотдела, заместитель командира по политической части
- Рапопорт Михаил Леонтьевич, старший батальонный комиссар, 14.09.1941 — 18.01.1942 года.
- Беремович Александр Трофимович, старший батальонный комиссар 18.01.1942 — 25.09.1942 года.
- Мартынов Владимир Андреевич, старший батальонный комиссар, 19.10.1942 — 25.11.1942 года.